# Ceutorhynchus molleri
Ceutorhynchus molleri är en skalbaggsart som beskrevs av Thomson 1868. Ceutorhynchus molleri ingår i släktet Ceutorhynchus, och familjen vivlar. Enligt den finländska rödlistan är arten sårbar i Finland. Enligt den svenska rödlistan är arten nära hotad i Sverige. Arten förekommer i Götaland, Öland och Svealand. Artens livsmiljö är torra gräsmarker.